# Llista dels emirs de Tortosa
Llista dels emirs de Turtuixa, l'actual Tortosa, des de la fitna al califat de Còrdova fins a la conquesta almoràvit de la ciutat:
- Labib as-Saqlabí al-Amirí 1009-1035
- Muqàtil (o Muqàbil) al-Fata as-Saqlabí Muïzz-ad-Dawla Sayf-al-Mil·la 1035-1053
- Yala al-Amirí 1053-1057
- Nabil (o Sàbil) al-Fata as-Saqlabí 1057-1060
- a Saragossa 1060-1081
  - Abu-Jàfar Àhmad ibn Sulayman al-Múqtadir 1060-1081 (emir de Saragossa, dinastia Banu Hud)
- a Lleida 1081-1100
  - al-Múndhir Imad-ad-Dawla 1081-1090
  - Sulayman ibn al-Múndhir Sàyyid-ad-Dawla 1090-1100
- a l'emirat almoràvit 1100-1148